# Sunny King
Sunny King是持有量證明（Proof-of-State, PoS）共识机制的創始人。Sunny King也是一名加密貨幣開發者，創立了首個以持有量證明機制運作的加密貨幣點點幣，以及以寻找质数作為加密方式的加密貨幣质数币，更被《福布斯》雜誌形容為加密貨幣的「先驅」。他亦是虛擬經濟時代（Virtual Economy Era, VEE）的創始人之一。